# Tennessee Titans 2017
La stagione 2017 dei Tennessee Titans è stata 48ª della franchigia nella National Football League, la 58ª complessiva, la 21ª nello stato del Tennessee e la seconda completa con Mike Mularkey come capo-allenatore. Con un record di 9-7 la squadra si classificò al secondo posto nella division, raggiungendo i primi playoff dal 2008. Nel primo turno, i Titans rimontarono uno svantaggio di 21–3 alla fine del primo tempo contro i Chiefs andando a vincere per 22–21 e cogliendo la prima vittoria nella post-season dal 2003. La squadra fu nel turno successivo dai New England Patriots campioni in carica, perdendo per 35–14.

## Scelte nel Draft 2017

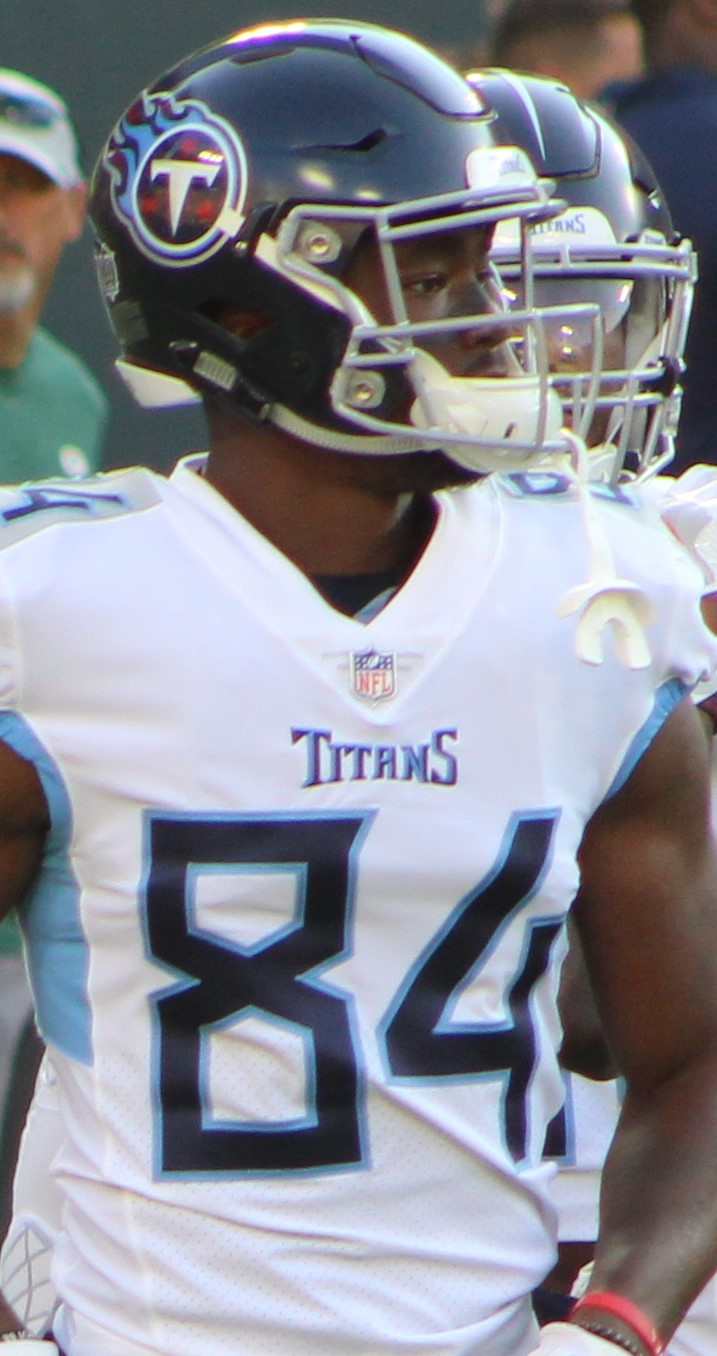
Corey Davis fu scelto come quinto assoluto dai Titans nel Draft 2017

| Scelte dei Titans nel Draft 2017 |        |                   |       |                       |
| Giro                             | Scelta | Scelta            | Ruolo | College               |
| 1                                | 5      | Corey Davis       | WR    | Western Michigan      |
| 1                                | 18     | Adoree' Jackson   | CB    | USC                   |
| 3                                | 72     | Taywan Taylor     | WR    | Western Kentucky      |
| 3                                | 100    | Jonnu Smith       | TE    | Florida International |
| 5                                | 155    | Jayon Brown       | LB    | UCLA                  |
| 6                                | 217    | Corey Levin       | G     | Chattanooga           |
| 7                                | 227    | Josh Carraway     | LB    | TCU                   |
| 7                                | 236    | Brad Seaton       | OT    | Villanova             |
| 7                                | 241    | Khalfani Muhammad | RB    | California            |

## Staff
| Staff dei Tennessee Titans nel 2017 |
| --- |
| Organi dirigenziali - Proprietario/Fondatore/Presidente/CEO: K.S. Adams Jr. - Vicepresidente del personale: Lake Dawson - Vicepresidente esecutivo/General Manager: Ruston Webster Capo allenatore - Mike Mularkey Altri allenatori - Assistente speciale del capo allenatore: Dennis Polian - Assistente del capo allenatore/Sviluppo della forza e della condizione: Steve Watterson - Assistente capo/difesa: Gregg Williams Allenatori dell'attacco - Coordinatore dell'attacco: Jason Michael - Assistente dell'attacco/Qualità e controllo: Arthur Smith - Quarterback: Dave Ragone - Running Back: Sylvester Croom - Wide Receiver: Shawn Jefferson - Tight End: George Henshaw - Offensive Line: Bruce Matthews - Offensive Line/Assistente Tight End: Arthur Smith Allenatori della difesa - Coordinatore della difesa: Ray Horton - Assistente della difesa/Qualità e controllo: Jonathan Gannon - Assistente della difesa/Pass Rush: Keith Millard - Defensive Line: Tracy Rocker - Linebacker: Chet Parlavecchio - Secondary: Brett Maxie - Assistente Secondary: Steve Brown Allenatori dello special team - Coordinatore dello Special Team: Nate Kaczor - Assistente dello Special Team: Steve Hoffman |

## Roster
| Roster dei Tennessee Titans nel 2017 |
| --- |
| Quarterback - 16 Matt Cassel - 8 Marcus Mariota Running Back - 32 David Fluellen - 45 Jalston Fowler FB - 22 Derrick Henry - 29 DeMarco Murray Wide Receiver - 84 Corey Davis - 87 Eric Decker - 18 Rishard Matthews - 13 Taywan Taylor - 14 Eric Weems Tight End - 81 Jonnu Smith - 89 Phillip Supernaw - 82 Delanie Walker Offensive Linemen - 78 Jack Conklin T - 60 Ben Jones C - 71 Dennis Kelly T - 64 Josh Kline G - 68 Tim Lelito G - 62 Corey Levin G - 77 Taylor Lewan T - 67 Quinton Spain G Defensive Linemen - 99 Jurrell Casey DE - 94 Austin Johnson DE - 90 DaQuan Jones DE - -- David King DE - 97 Karl Klug DE - 96 Sylvester Williams NT Linebacker - 53 Daren Bates ILB - 55 Jayon Brown ILB - 44 Josh Carraway OLB - 93 Kevin Dodd OLB - 91 Derrick Morgan OLB - 98 Brian Orakpo OLB - 50 Nate Palmer ILB - 58 Erik Walden OLB - 52 Aaron Wallace Jr. OLB - 54 Avery Williamson ILB - 59 Wesley Woodyard ILB Defensive Back - 31 Kevin Byard FS - 37 Johnathan Cyprien SS - 25 Adoree' Jackson CB - 23 Brice McCain CB - 24 Kalan Reed CB - 35 Curtis Riley CB - 26 Logan Ryan CB - 21 Da'Norris Searcy SS - 36 LeShaun Sims CB - 33 Tye Smith CB - 41 Brynden Trawick FS Special Team - 48 Beau Brinkley LS - 6 Brett Kern P - 4 Ryan Succop K Lista delle riserve - 46 Joe Bacci FB (IR) - 39 Jeremy Boykins CB (IR) - 49 Ryan DiSalvo LS (IR) - 83 Harry Douglas WR (IR) - 38 Akeem Judd RB (IR) - 2 Mekale McKay WR (IR) - 51 Victor Ochi OLB (IR) - 19 Tajae Sharpe WR (IR) - 69 Jimmy Staten DE (IR) - 11 Alex Tanney QB (IR) Squadra di allenamento - 86 Jerome Cunningham TE - 5 Tyler Ferguson QB - 15 Darius Jennings WR - 42 Denzel Johnson S - 68 Tyler Marz T - 70 Steven Moore T - 28 Khalfani Muhammad RB - 71 Antwaun Woods NT 53 attivi, 10 inattivi, 8 nella squadra di allenamento |
| Legenda - I rookie sono in corsivo. - Il primo ruolo è il principale mentre gli eventuali successivi indicano i ruoli secondari. - (IR) sta per Injured Reserve ed indica la lista ristretta per un solo giocatore infortunato che può tornare ad allenarsi dopo la settimana 6 e a rientrare in prima squadra dopo che questa ha giocato 8 partite. - (NF-Inj.) / (NF-Ill.) stanno rispettivamente per Non-Football Injured e Non-Football Illness ed indicano le liste dove viene inserito un giocatore che ha un infortunio o una malattia non dipendente dal football americano. - (PUP) sta per Physically Unable to Perform ed indica la lista dove viene inserito un giocatore mentre è in attesa di recuperare la condizione fisica. Nella stagione regolare dopo la sesta partita giocata dalla propria squadra, il giocatore ha tempo tre settimane per riprendere ad allenarsi, più tre settimane aggiuntive dal suo rientro agli allenamenti per rientrare in prima squadra. |

## Calendario

### Stagione regolare
Il calendario della stagione è stato annunciato il 20 aprile 2017.
| Stagione regolare |                    |                         |                    |                    |                               |                    |
| Turno             | Data               | Avversario              | Risultato          | Record             | Stadio                        | NFL.com recap      |
| 1                 | 10/9               | Oakland Raiders         | S 16–26            | 0–1                | Nissan Stadium                | Recap              |
| 2                 | 17/9               | at Jacksonville Jaguars | V 37–16            | 1–1                | EverBank Field                | Recap              |
| 3                 | 24/9               | Seattle Seahawks        | V 33–27            | 2–1                | Nissan Stadium                | Recap              |
| 4                 | 1/10               | at Houston Texans       | S 14–57            | 2–2                | NRG Stadium                   | Recap              |
| 5                 | 8/10               | at Miami Dolphins       | S 10–16            | 2–3                | Hard Rock Stadium             | Recap              |
| 6                 | 16/10              | Indianapolis Colts      | V 36–22            | 3–3                | Nissan Stadium                | Recap              |
| 7                 | 22/10              | at Cleveland Browns     | V 12–9 (DTS)       | 4–3                | FirstEnergy Stadium           | Recap              |
| 8                 | Settimana di pausa | Settimana di pausa      | Settimana di pausa | Settimana di pausa | Settimana di pausa            | Settimana di pausa |
| 9                 | 5/11               | Baltimore Ravens        | V 23–20            | 5–3                | Nissan Stadium                | Recap              |
| 10                | 12/11              | Cincinnati Bengals      | V 24–20            | 6–3                | Nissan Stadium                | Recap              |
| 11                | 16/11              | at Pittsburgh Steelers  | S 17–40            | 6–4                | Heinz Field                   | Recap              |
| 12                | 26/11              | at Indianapolis Colts   | V 20–16            | 7–4                | Lucas Oil Stadium             | Recap              |
| 13                | 3/12               | Houston Texans          | V 24–13            | 8–4                | Nissan Stadium                | Recap              |
| 14                | 10/12              | at Arizona Cardinals    | S 7–12             | 8–5                | University of Phoenix Stadium | Recap              |
| 15                | 17/12              | at San Francisco 49ers  | S 23–25            | 8–6                | Levi's Stadium                | Recap              |
| 16                | 24/12              | Los Angeles Rams        | S 23–27            | 8–7                | Nissan Stadium                | Recap              |
| 17                | 31/12              | Jacksonville Jaguars    | V 15–10            | 9–7                | Nissan Stadium                | Recap              |

Note: Gli avversari della propria division sono in grassetto.

### Playoff
| Playoff    |      |               |                             |           |        |                   |          |               |
| Turno      | Data | Ora           | Avversario (seed)           | Risultato | Record | Stadio            | TV       | NFL.com recap |
| Wild Card  | 6/1  | 3:35 p.m. CST | at Kansas City Chiefs (4)   | V 22–21   | 1–0    | Arrowhead Stadium | ESPN/ABC | Recap         |
| Divisional | 13/1 | 7:15 p.m. CST | at New England Patriots (1) | S 14–35   | 1–1    | Gillette Stadium  | CBS      | Recap         |

## Premi individuali

### Pro Bowler

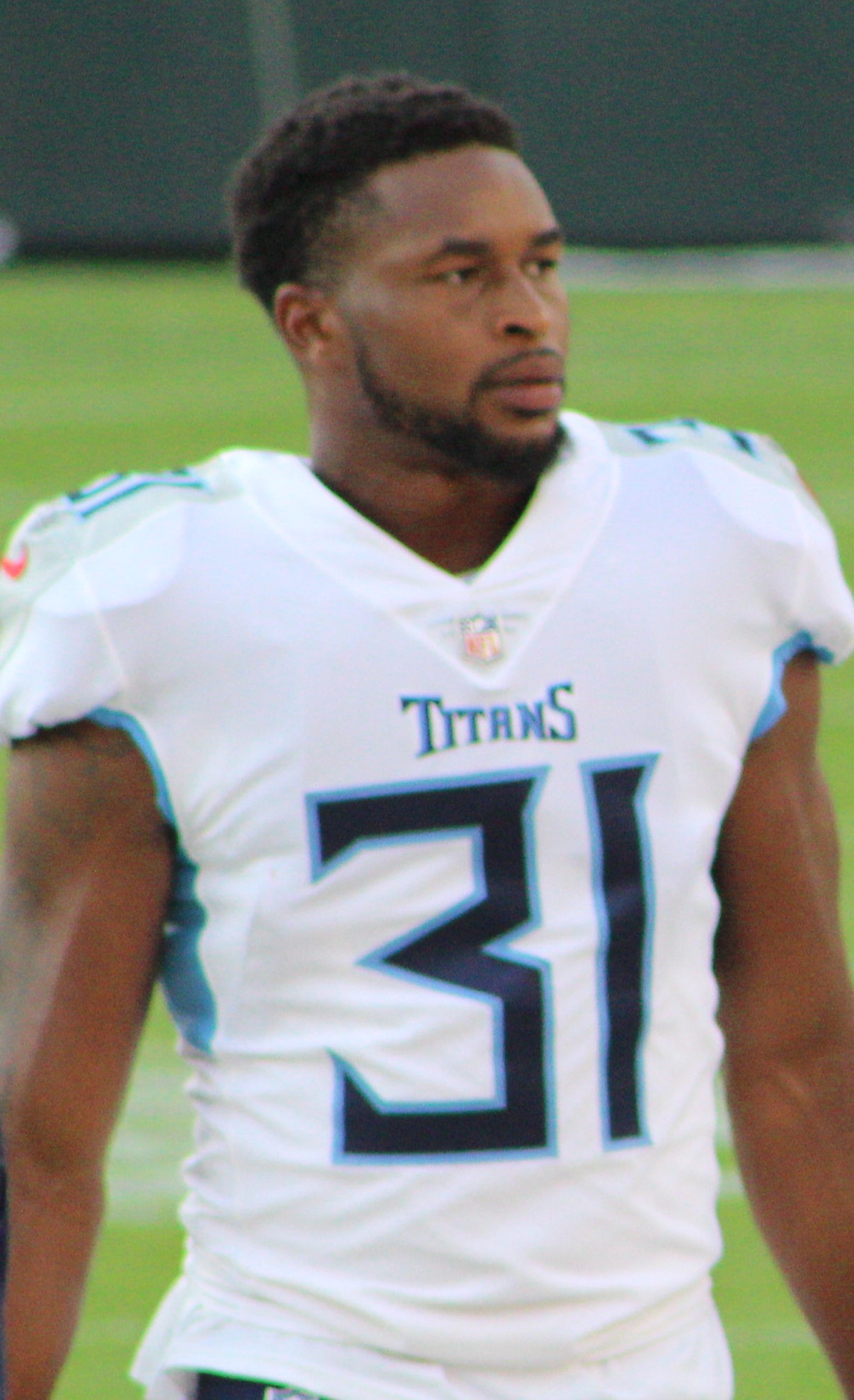
Nel 2017 Kevin Byard guidò la NFL con 8 intercetti

Tre giocatori dei Titans sono stati inizialmente convocati per il Pro Bowl 2018:
- Jurrell Casey, defensive tackle, 3ª convocazione
- Taylor Lewan, offensive tackle, 2ª convocazione
- Brett Kern, punter, 1ª convocazione

Ad essi in seguito si aggiunsero il tight end Delanie Walker, alla terza selezione consecutiva, dopo la defezione per infortunio di Travis Kelce dei Kansas City Chiefs, e la safety Kevin Byard, alla prima convocazione, dopo avere guidato la NFL con 8 intercetti alla pari di Darius Slay dei Detroit Lions.

### Premi settimanali e mensili
- Ryan Succop:

miglior giocatore degli special team della AFC del mese di settembre
miglior giocatore degli special team della AFC della settimana 6
- Kevin Byard:

miglior difensore della AFC della settimana 7
miglior difensore della AFC settimana 17